# Liste des patriarches latins d'Antioche
La fonction et le titre de patriarche latin d'Antioche ont été créés par l'Église catholique au moment des croisades. Ils ont été supprimés en 1964.
Bien que Pierre de Narbonne, évêque d'Albara dès 1098, n'ait jamais été sacré patriarche latin d'Antioche, sa charge est précurseur de ce que deviendra le patriarcat crée dans ans plus tard.

## Patriarches latins d'Antioche
- Bernard de Valence (1100-1135)
- Raoul de Domfront (1135-1139)
- Aimery de Limoges, dit « Malafaida » (1139-1193)
- Raoul II (1193-1196)
- Pierre Ier d'Angoulême (1196-1208)
- Pierre II de Lucedio (1209-1216)
  - vacance du patriarcat (1216-1219)
- Pierre III de Capoue (1219) (non consacré)
- Rainier (1219-1225)
  - charge assurée par l'archevêque latin de Tarse (1225-1227)
- Albert de Rezzato (1227-1246)
- Opizzo Fieschi (1247-1292), titulaire à partir de 1268

## Patriarches titulaires latins d'Antioche
- Isnard Tacconi, archevêque de Thèbes (en Grèce) (1311-1320)
  - vacance du patriarcat (1320-1342)
- Gérard Othon, ministre général des Franciscains et évêque de Catane (1342-1348)
- Raymond de Salgues, évêque d'Agen (?1364-1374)
- Pierre Clasquerí (pt), archevêque de Tarragone (1374-1380)
- Séguin d'Anton, archevêque de Tours (1380-1395)
- Wenceslas (de), chancelier du roi de Bohème (1398-1409)
- Jean Mauroux, administrateur perpétuel de Saint-Ruf (1415-1426)
- Guillaume de la Tour, évêque de Rodez (1429-1439?)
- Denis du Moulin, évêque de Paris (1439-1447)
- Jacques Jouvenel des Ursins (1449-1457)
- Guillaume de La Tour d'Oliergues (1457-1468)
- Giraud Bastet de Crussol, évêque de Valence et de Die (1468-1472)
- Lorenzo Zane, évêque de Brescia (1478-1485)
- Alfonso Caraffa, évêque de Lucera (1505-1534)
- Fernando de Loazes (ou Loaces), archevêque de Valence (Espagne) (1566-1568)
- Juan de Ribera, archevêque de Valence (Espagne) (1568-1611)
- Luigi Caetani, cardinal (1622-1626)
- Gian Battista Pamphili (1626-1631) futur pape Innocent X
- Cesare Monti, archevêque de Milan (1631-1650?)
- Alessandro Crescenzi, cardinal (1675-1688)
- Charles Thomas Maillard de Tournon, légat en Chine (1701-1710)
- Giberto Borromeo, cardinal (1711-1714)
- Joaquín Fernández Portocarrero, cardinal (1735-1743)
- Francesco Maria Pallavicini (1743 - ?)
- Ludovico Calini (1751–1766?)
- Giulio Maria della Somaglia (1788–1795?)
- Antonio Despuig y Dameto (1799–1813)
- Charge vacante
- Lorenzo Girolamo Mattei (1822–1833)
- Albertus Barbolani di Montauto (1856–1857)
- Josephus Melchiades Ferlisi (1858–1860)
- Carolus Belgrado (1862–1866)
- Paulus Brunoni (1868–1877)
- Petrus De Villanova (1879–1881)
- Placidus Ralli (1882–1884)
- Vicenzo Tizzani, archevêque de Nésib (1886-1899?)
- Carlo Nocella (1899-1901), mort en 1903, devint patriarche latin de Constantinople
- Lorenzo Passarini (1901-1915)
- Ladislas Michel Zaleski (1916-1925)
- Roberto Vicentini (1925-1953)
- Charge vacante (1953-1964)
- Charge supprimée en 1964